# Causses i Sewenny
Causses i Sewenny, pełna nazwa Causses i Sewenny, śródziemnomorski rolniczo-pasterski krajobraz kulturowy (fr. Les Causses et les Cévennes, paysage culturel de l’agro-pastoralisme méditerranéen) – obiekt z listy światowego dziedzictwa UNESCO. Został na nią wpisany w 2011 roku. Położony jest w południowej części środkowej Francji. Rozciąga się na powierzchni 302 319 ha. Charakteryzuje się górskim krajobrazem poprzecinanym głębokimi dolinami pleciony góry, które są reprezentatywne dla relacji między systemami rolno-pasterskimi i ich biofizycznym środowiskiem, w szczególności ścieżkami i drogami transhumancji. Wsie i duże fermy wzniesione z kamienia znajdują się na głębokich tarasach gór Causses. Masyw Mont Lozère, będący punktem kulminacyjnym Sewennów, jest jednym z ostatnich miejsc, gdzie w sezonie letnim jest nadal praktykowany tradycyjny sposób przy użyciu ścieżek transhumancji. 
Administracyjnie obszar wpisany na listę UNESCO położony jest na terenie czterech departamentów (Aveyron, Gard, Hérault i Lozère) w regionie Oksytania. 
Krajobrazy wyżynne z Causses są kształtowane przez rolno-pasterstwo od ponad trzech tysiącleci. W średniowieczu nastąpił rozwój miast nad Morzem Śródziemnym oraz instytucji religijnych, które wywarły wpływ na ewolucję struktury gruntów w oparciu o rolno-pasterstwo. Od XI wieku zaczęły się organizować wielkie opactwa. Zbyt słaba urbanizacja regionu Causse i Sewennów oraz zbyt bogata ziemia, aby ją opuścić, sprawiły, że stał się on wynikiem modyfikacji środowiska naturalnego przez systemy rolno-pasterskie.